# West Hills (Pennsilvània)
West Hills és una concentració de població designada pel cens dels Estats Units a l'estat de Pennsilvània. Segons el cens del 2000 tenia 1.229 habitants.

## Demografia
Segons el cens del 2000, West Hills tenia 1.229 habitants, 501 habitatges, i 390 famílies. La densitat de població era de 143,4 habitants/km².
Dels 501 habitatges en un 28,3% hi vivien nens de menys de 18 anys, en un 69,7% hi vivien parelles casades, en un 6,6% dones solteres, i en un 22% no eren unitats familiars. En el 19,4% dels habitatges hi vivien persones soles l'11% de les quals corresponia a persones de 65 anys o més que vivien soles. El nombre mitjà de persones vivint en cada habitatge era de 2,44 i el nombre mitjà de persones que vivien en cada família era de 2,79.
Per edats la població es repartia de la següent manera: un 21% tenia menys de 18 anys, un 5,6% entre 18 i 24, un 23,3% entre 25 i 44, un 31,1% de 45 a 60 i un 19% 65 anys o més.
L'edat mediana era de 45 anys. Per cada 100 dones de 18 o més anys hi havia 89,6 homes.
La renda mediana per habitatge era de 33.398 $ i la renda mediana per família de 47.685 $. Els homes tenien una renda mediana de 34.792 $ mentre que les dones 22.647 $. La renda per capita de la població era de 18.132 $. Entorn del 6,8% de les famílies i el 8,1% de la població estaven per davall del llindar de pobresa.

## Poblacions més properes
El següent diagrama mostra les poblacions més properes.